# ボナヴェントゥーラ・ペーテルス
ボナヴェントゥーラ・ペーテルス（Bonaventura Peeters 、1614年7月23日/25日 - 1652年7月25日）は、フランドルの画家、版画家である。荒海を進む船や、難破船、港の情景などを題材に海洋画を多く描いた。

## 略歴
アントウェルペンで生まれた。父親は1607年から1608年にアントウェルペンの聖ルカ組合に登録されていた画家のコルネリス・ペーテルス（Cornelis Peeters)で 、父親から絵を学んだ。兄のヒリス・ペーテルス(Gillis Peeters: 1612–1653)、妹のカタリーナ・ペーテルス(Catharina Peeters: 1615–1676)、弟のヤン・ペーテルス(Jan Peeters I: 1624–1677) も画家になった。兄のヒリスの子供で海洋画家になった、ボナヴェントゥーラ・ペーテルス2世(Bonaventuur Peeters II : 1648-1702)と区別するために「ボナヴェントウーラ・ペーテルス1世」とも呼ばれる。
1634年にアントウェルペンの聖ルカ組合の親方になった。初め兄のヒリスとアントウェルペンの工房を共有していたが、1641年からアントウェルペンの隣町ホボーケン(Hoboken)にスタジオを開き、妹や弟を教え、海洋画家として働いた。
ボナヴェントゥーラ・ペーテルスは晩年は健康に恵まれず、1652年に38歳で亡くなった。結婚はしなかった。
弟のヤン・ペーテルスと同じく、難破船や荒海を航海する帆船、穏やかな港の風景などを題材に描いた。ロシアの白海の港町アルハンゲリスクや北欧の風景を描いた作品もあり、スカンジナビアの海岸を旅したことがあったと考えられている。地中海や中東の港を描いた作品もある。

## 作品

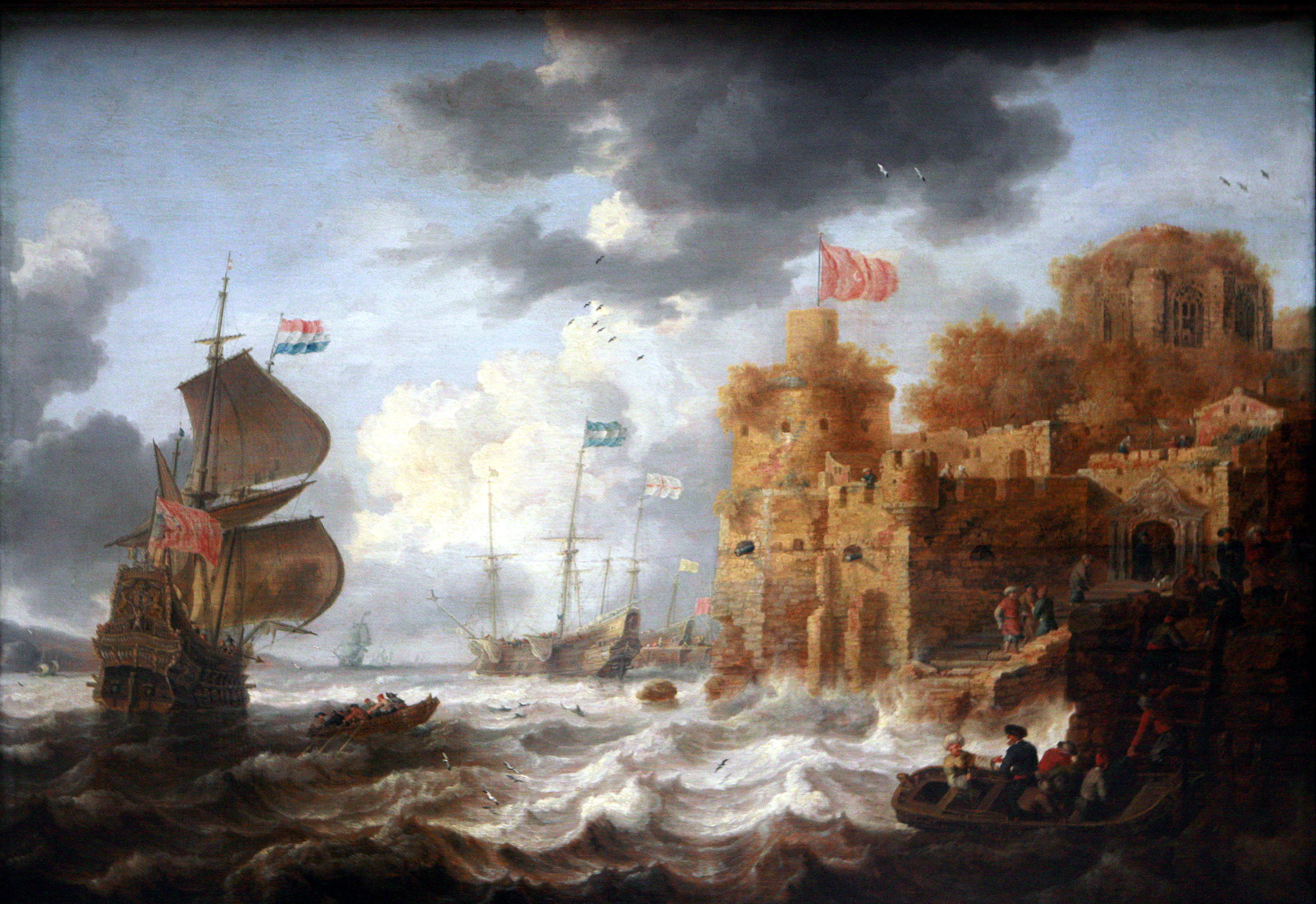
中東の港 (1650/1652) ベルギー王立美術館
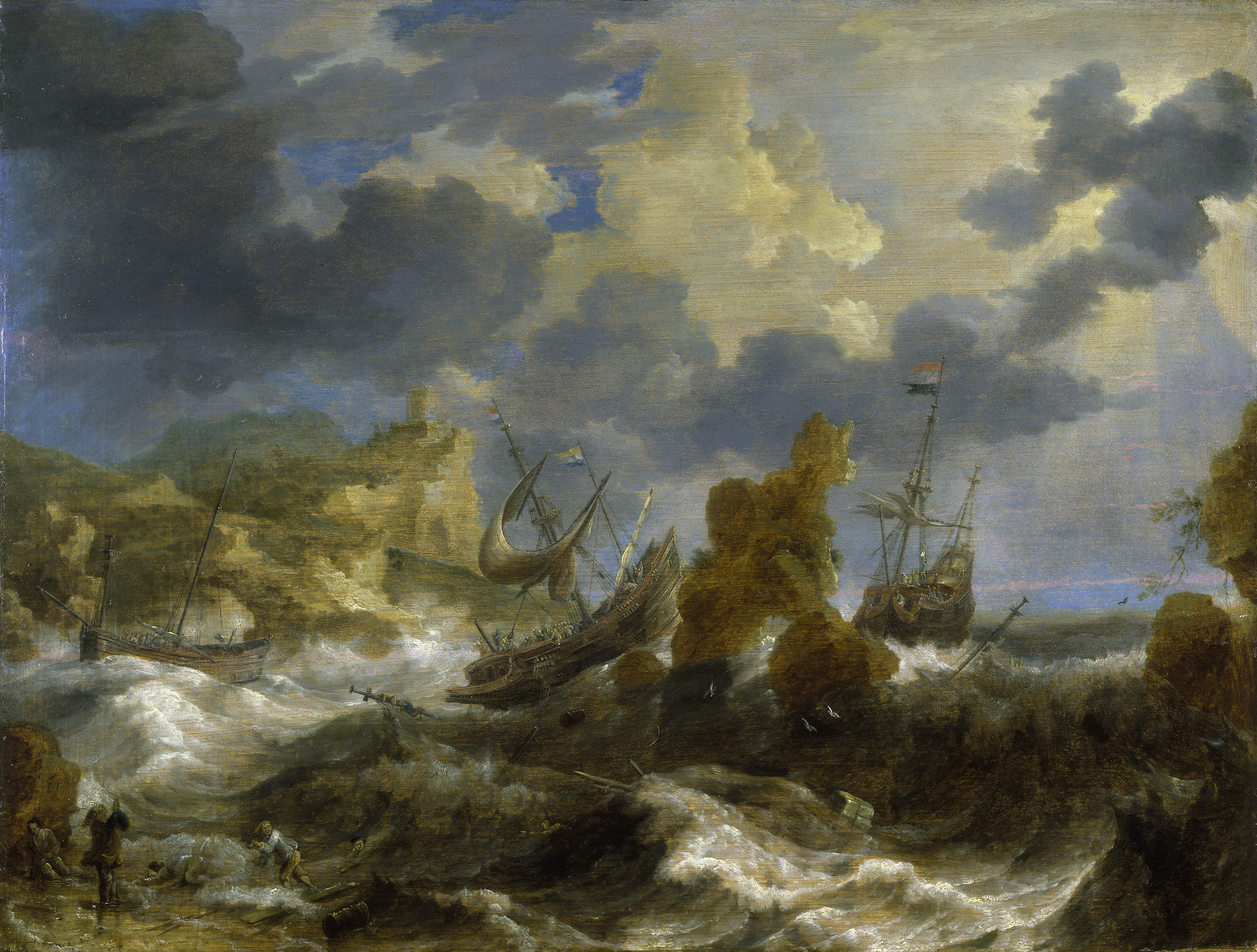
難破した船
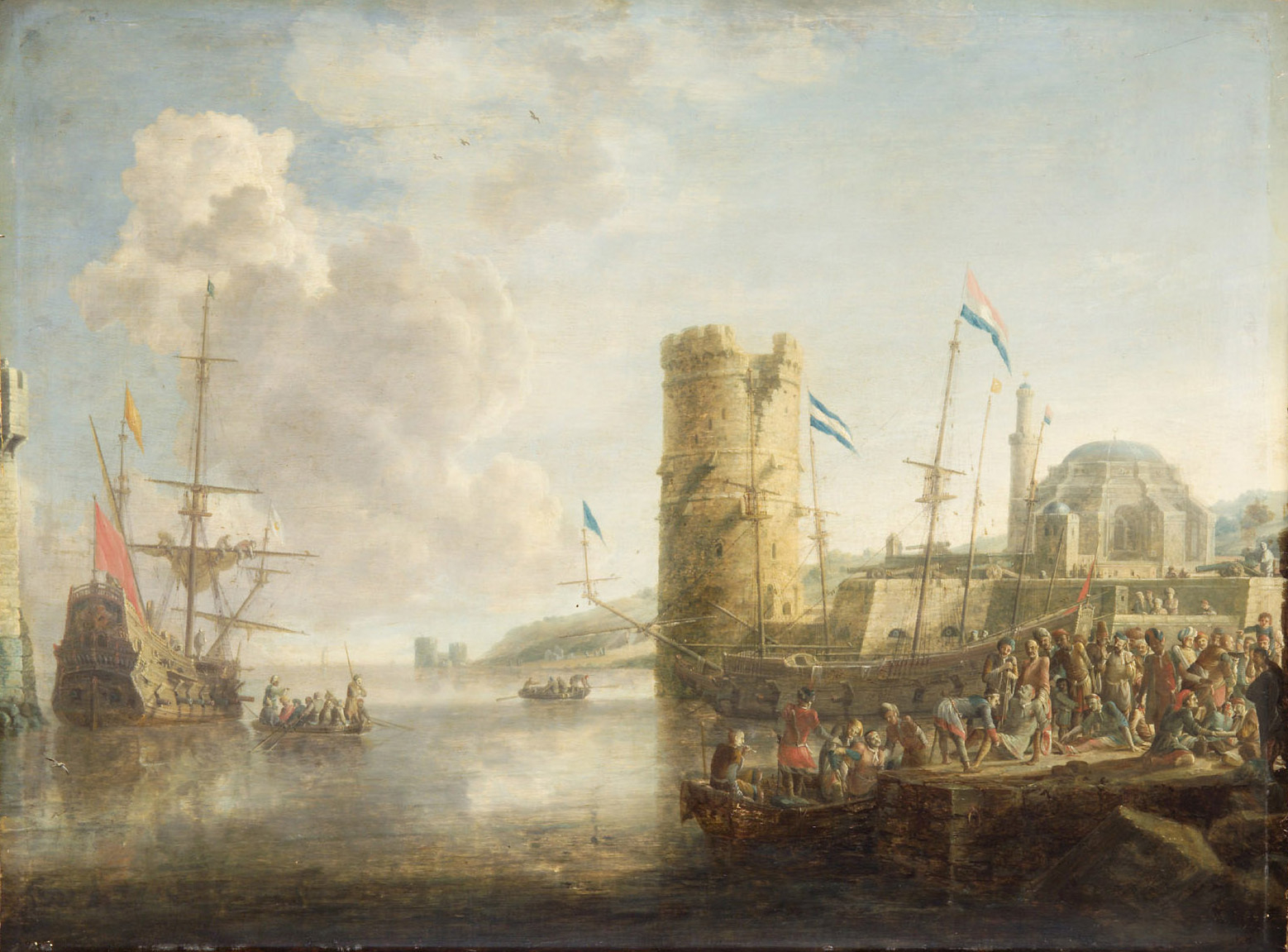
Southern Port (1641) 美術史美術館
海戦
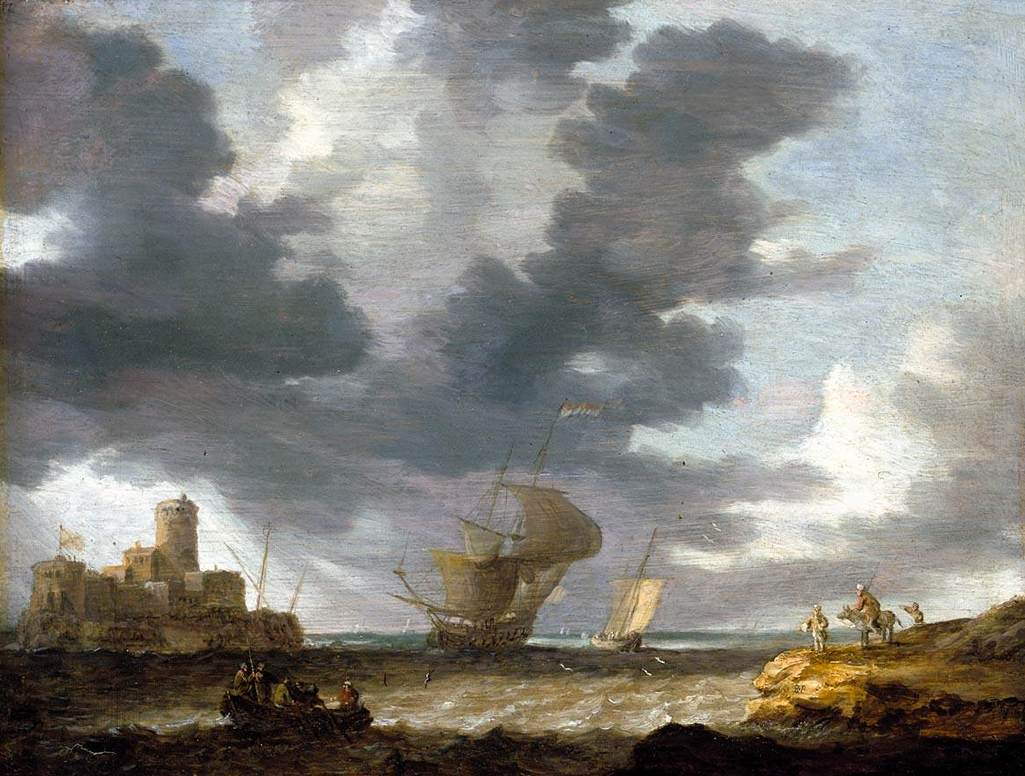
Breezy Estuary Scene
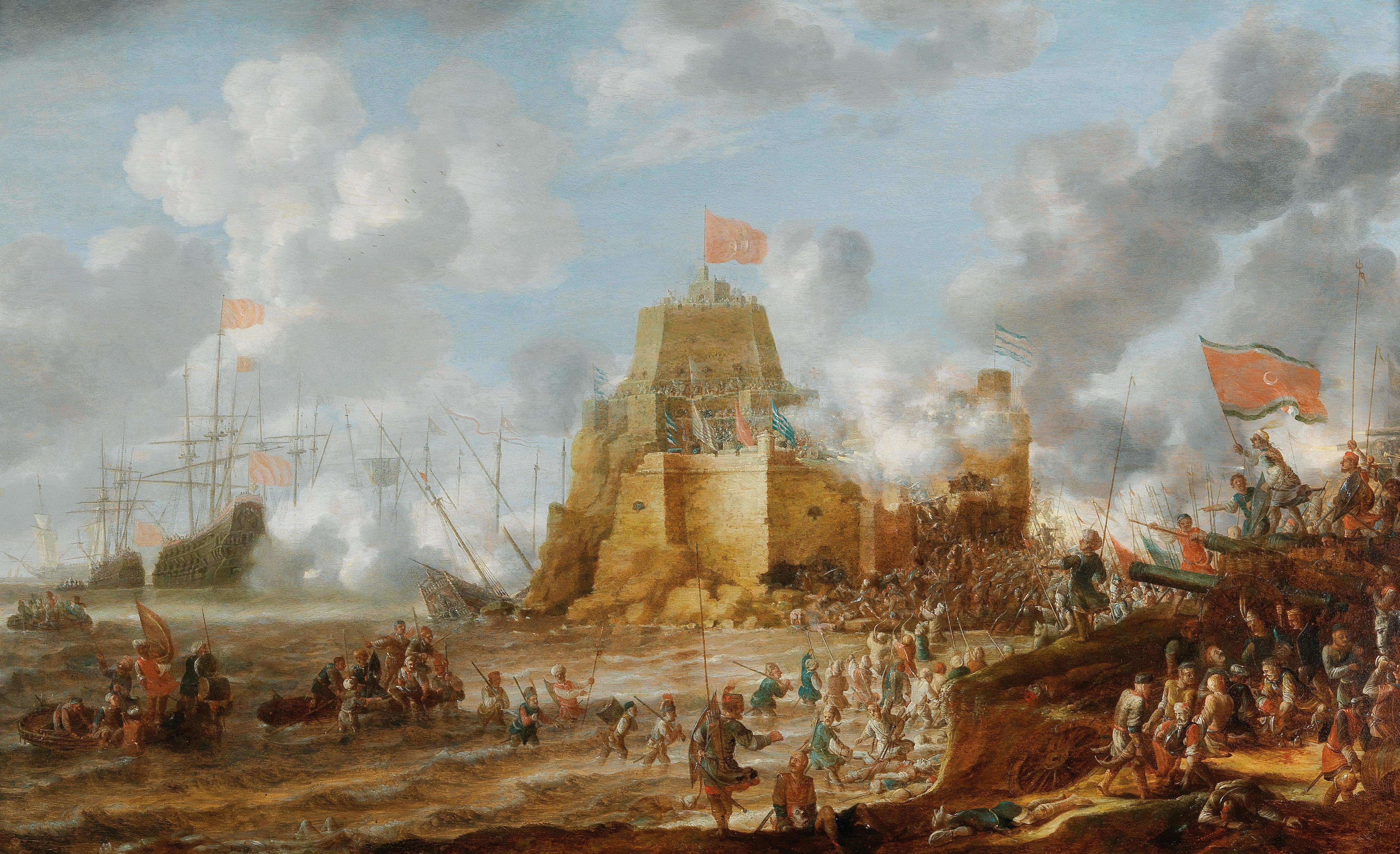
キリスト教徒の砦を攻めるトルコ兵のいる海岸の風景